# Maurice de Sully
Maurice de Sully, né entre 1105 et 1120 à Sully-sur-Loire, dans l'actuel département du Loiret (France) et mort le 11 septembre 1196 à Paris, est un homme d'Église français. Évêque de Paris de 1160 à 1196, il est à l'origine de la construction de l'actuelle cathédrale Notre-Dame de Paris, qui immortalise son nom.

## Biographie
Le nom sous lequel est connu Maurice « de Sully » indique sa naissance probable à Sully-sur-Loire, la particule n'étant pas une marque d'une hypothétique noblesse. D'origine humble, il est, selon son hagiographie, fils de serfs et aurait mendié à Paris dans sa jeunesse. Il est plus probablement le fils d'un bûcheron de Sully-sur-Loire, au service de l'abbaye de Fleury, et d'une fabriquante de balais de genêt. Il a probablement — cela est parfois contesté — été formé par les bénédictins de Fleury. Vers 1140, le brillant élève est, comme le futur roi Louis VII, envoyé étudier auprès des maîtres de l'école cathédrale de Paris. La tradition rapporte qu'il aurait été chanoine au chapitre de la cathédrale de Bourges bien que Victor Mortet émette des doutes sur ce point. Sa réputation lui vaut de monter rapidement dans la hiérarchie : clerc, sous-diacre en 1147 puis chanoine-diacre de l'Église de Paris avant 1159, il devient en 1160 archidiacre de Josas. Il enseigne la théologie auprès de l'école du cloître de la cathédrale lorsqu'il est élu évêque de Paris le 12 octobre 1160 . Il doit probablement son poste à l'influence de Louis VII qui aurait examiné deux candidats : Maurice de Sully et Pierre de Comestor. Le roi aurait conseillé de prendre le meilleur organisateur pour le poste d'évêque et de réserver à Pierre Comestor, le plus instruit, la responsabilité des écoles.

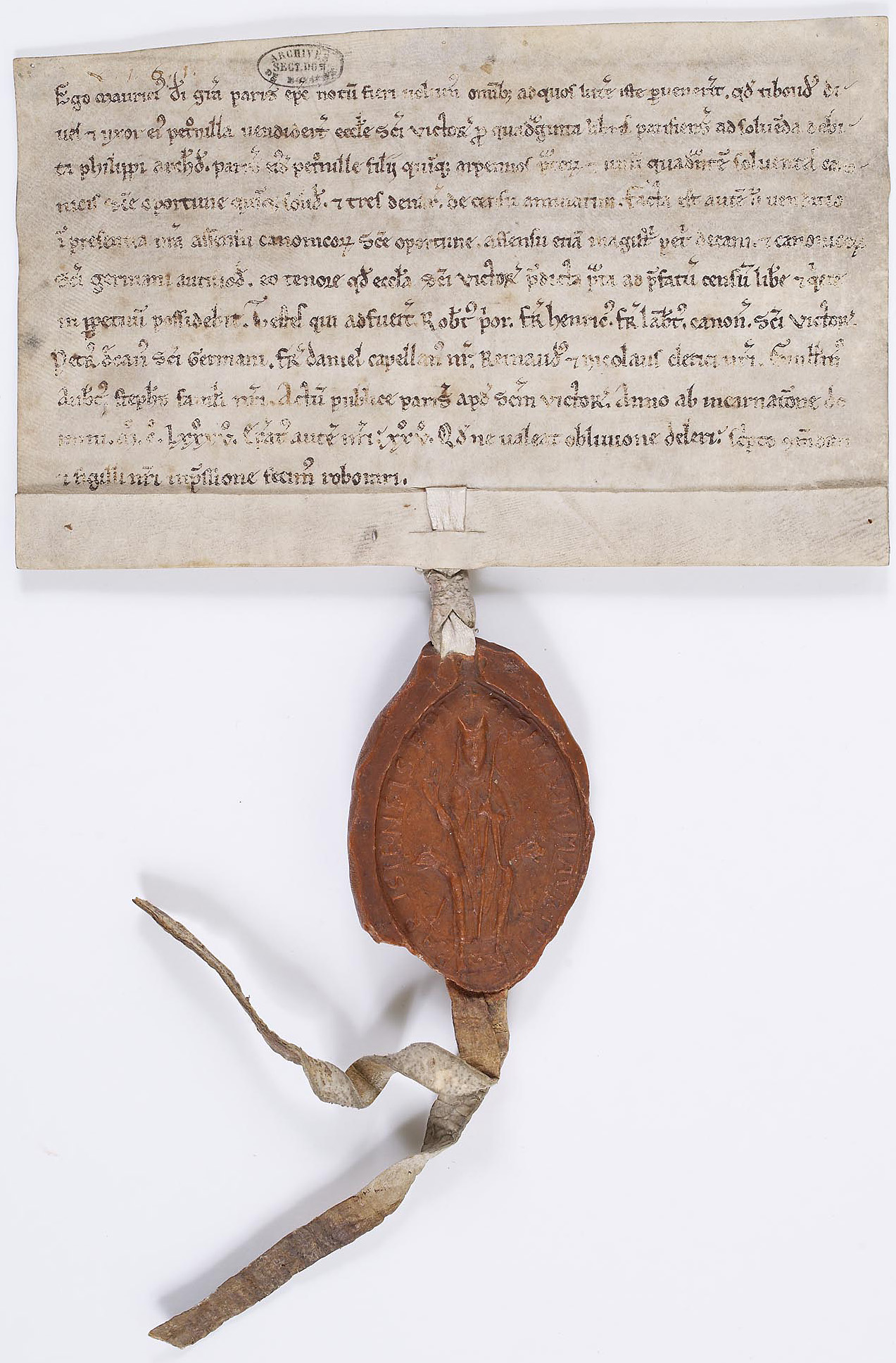
Parchemin portant un acte passé par Maurice de Sully en 1185, évêque de Paris. Paris, Archives nationales, AE-II-191.

Dès l'année de son élection, il décide de bâtir une nouvelle cathédrale dédiée à Notre-Dame et destinée à remplacer la cathédrale Saint-Étienne et l'église Sainte-Marie.
Durant ses 36 années d'épiscopat, il remanie l'organisation de son diocèse, produit une somme de sermons connus jusqu'en Angleterre. Il entretient des relations parfois conflictuelles avec l'abbaye de Saint-Germain-des-Prés sur des questions de prérogatives et de privilèges allant jusqu'à l'incident du 21 avril 1163 où le chapitre refuse à Maurice de Sully l'entrée dans l'abbaye lors de la consécration de son autel par le pape Alexandre III. Ce qui ne l'empêche pas de collaborer avec le chapitre pour la construction de Notre-Dame.
Il entretient des relations de confiance avec la famille royale. Le roi Louis VII l'encourage dans la construction de la cathédrale, fait appel à lui pour le baptême du futur roi Philippe Auguste, l'appelle à son chevet lorsqu'il est gravement malade. Quand Philippe-Auguste part entreprendre sa troisième croisade, c'est à Maurice de Sully qu'il confie le Trésor Royal. Sur le plan politique, il prend position pour Thomas Becket dans le conflit qui l'oppose au roi d'Angleterre.
En 1196, il se retire à l’abbaye Saint-Victor où il meurt en récitant le Credo.

## Théologien et prédicateur
Maurice de Sully est célèbre pour ses sermons qui sont même passés en Angleterre. Plus pragmatique que théoricien, il adresse ces sermons «au peuple» en langue vernaculaire. Planifiés sur l'année pour être lus lors des dimanches et rythmer ainsi la vie religieuse des paroissiens, ce sont des sermons très courts «destinés aux prêtres les moins savants du diocèse», inspirés de penseurs contemporains ou récent comme Richard de Saint-Victor. Il existe aussi une version des mêmes sermons, plus développés, écrits en latin sans qu'on puisse déterminer avec certitude dans quel ordre les deux versions ont été écrites. Il ne s'agit pas de présenter un discours dialectique destiné à convaincre l'auditoire mais d'enseigner un auditoire déjà convaincu et de susciter en lui suffisamment d'enthousiasme pour le pousser à agir dans le bon sens.
On connait un peu moins son rôle de théologien. Il est pourtant l'auteur d'un Canon de la messe dans lequel il fait preuve d'une attitude très orthodoxe envers les dogmes de la religion.

## Bâtisseur
En tant qu'évêque de Paris, Maurice de Sully a pris soin de faciliter la vie de ses paroissiens, fondant dans son diocèse des églises, des abbayes, des hospices et léproseries. Il construit deux ponts sur la Seine et la Marne, fonde l'hôpital Sainte-Opportune, encourage Philippe Auguste à faire paver les rues de la capitale. Mais sa grande contribution est l'élévation de la cathédrale Notre-Dame de Paris.
La cathédrale présente sur l'île de la Cité au moment de l'accession de Maurice de Sully à l'épiscopat venait d'être rénovée et rien ne nécessitait la construction d'une nouvelle cathédrale. Mais Maurice de Sully avait déjà en tête un projet beaucoup plus vaste qu'une simple reconstruction : il s'agissait de réorganiser la totalité de la structure urbaine et religieuse avec l'officialisation de douze paroisses de plein exercice dans la cité et de créer des liens entre l'antique île de la Cité et la ville neuve qui se développe sur la rive droite. Son premier objectif est de libérer la cité de son enchevêtrement de rues qui ne facilite pas l'accès à la cathédrale. Il prévoit donc le percement de la rue Neuve qui doit déboucher sur le parvis prévu à l'emplacement de l'édifice du IVe siècle. Le plan imaginé par Maurice de Sully, qui sera ensuite grandement amendé par ses successeurs, est d'une relative simplicité : 5 vaisseaux se terminant par un double déambulatoire. Il envisage d'atténuer la  traditionnelle séparation entre les fidèles et les religieux. Le transept et le nef sont ainsi libérés pour les fidèles, séparés de l'officiant par une simple clôture basse leur permettant de voir le maître-autel. Le chœur est placé à l'ouest, les chanoines au nord, tandis qu'une entrée sud est réservée à l'évêque. Tout concourt à construire une communauté soudée. C'est surtout dans ses dimensions que le projet de Maurice de Sully se démarque des dernières cathédrales construites, en particulier celle de Sens. L'ensemble chœur et nef atteint 122m de long sous une hauteur de voute de 33 m. C'est sur cette cathédrale que s'expérimentent les premiers arcs-boutants.
La tradition fixe la date de la pose de la première pierre en 1163 mais rien n'est prouvé sur ce point et on suppose que la mise en œuvre de la construction est probablement antérieure (fin 1160 ou début 1161). La construction du chevet est entreprise dès 1160-1161, l'Hôtel Dieu est en construction dès 1164 et le palais épiscopal vers 1168-1178. Le chœur est achevé vers 1177. Le maitre-autel est consacré par le Cardinal Légat Henri de Marcy en 1182.
Ces années de construction s'accompagnent de sermons encourageant les fidèles à participer à la construction de l'édifice que Maurice de Sully assimile à la figure de l'Église.
Son successeur Odon de Sully continuera l'élévation de la cathédrale, lui apportant de nouvelles modifications.

### Articles liés
- Archidiocèse de Paris
- Liste des évêques et archevêques de Paris